# Сентрум
Сентрум (норв. Sentrum) — місцевість в центрі Осло. Адміністративна одиниця Осло, що не має статусу району.

## Розташування

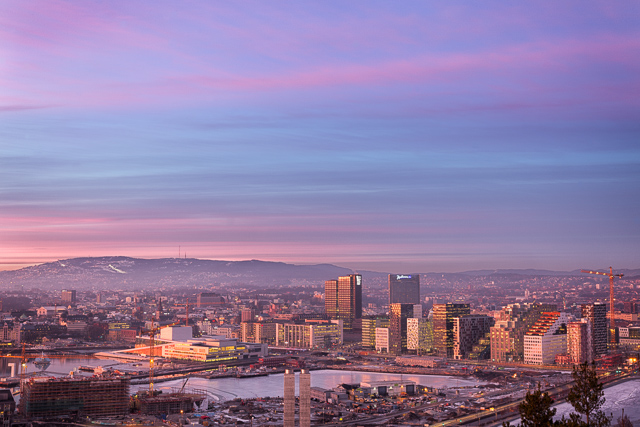

Знаходиться у південно-східній частині міста, неподалік від Осло-фіорда.

## Визначні місця
В районі переважають висотні будинки. Тут знаходиться редакція щоденної норвезької газети «Aftenposten» та телекомпанії «TVNorge».